# زياد عسلي
زياد عسلي (1942-) هو طبيب فلسطيني ولد في مدينة القدس، وقام بتأسيس فريق العمل الأمريكي من أجل فلسطين ، وهي منظمة غير حزبية غير ربحية تأسست عام 2003 ومقرها في ولاية واشنطن الأمريكية. كما أنه دبلوماسي من مجلس الطب الباطني وعضو في كلية الأطباء الأمريكية.

## تعليمه
أنهى زياد تعليمه الابتدائي والثانوي في مدينة القدس. ثم حصل على شهادة الطب من الجامعة الأمريكية في بيروت عام 1967. وأكمل دراسته في مجال الطب الباطني والغدد الصماء في مدينة سولت ليك بولاية يوتا.

## عمله

#### في المجال الطبي
مارس زياد مهنة الطب في القدس لمدة عام قبل أن يعود إلى الولايات المتحدة في سنة 1973. ثم شغل منصب المدير الطبي ورئيس مجلس الإدارة في عيادة مقاطعة كريستشيان الطبية في ولاية إلينوي، بالإضافة إلى منصب رئيس مجلس إدارة جمعية الأطباء في إلينوي في سبرينجفيلد، حتى تقاعد عن ممارسة الطب في عام 2000.

#### في المجال الإعلامي
وقد ساهم وكتب في مجموعة متنوعة من المطبوعات المحلية والدولية بما في ذلك صحيفة لوس أنجلوس تايمز، وواشنطن بوست، وهآرتس، وهافينغتون بوست، وديلي ستار. كما قدم تعليقات تلفزيونية ومقابلات لكل من سي إن إن، سي بي إس، تشارلي روز، فوكس نيوز، إم إس إن بي سي، بي بي سي، سي-سبان، صوت اميريكا، والعديد من برامج الكابل المشتركة. بالإضافة إلى ذلك، ظهر زياد على العديد من شبكات التلفزيون العربية، وظهرت آراؤه في الصحف في جميع أنحاء العالم العربي. وهو أيضاً من المتحدثين المنتظمين في جامعات التعليم العالي، بما يضمن جامعة أوكسفورد وهارفارد وكولومبيا وكورنيل وكارنيجي ميلون وغيرها. كما حضر العديد من مؤتمرات الأمم المتحدة والدولية حول الشرق الأوسط.

#### في المجال السياسي
ومنذ تقاعده في عام 2000، تولى الدكتور زياد أدوارًا قيادية بدوام كامل وبدون مقابل في العديد من المنظمات العربية الأمريكية. حيث كان عضوًا في مجلس رئيس اللجنة الأمريكية العربية لمكافحة التمييز (ADC)، وكان رئيسها في الفترة من 2001 إلى 2003. كما شغل منصب رئيس جمعية خريجي الجامعة العربية الأمريكية (AAUG) من عام 1993 إلى عام 1995. ومن عام 1995 إلى عام 2003، كان رئيسًا للجنة الأمريكية المختصة بشأن القدس والتي شارك في تأسيسها.
وقد أدلى الدكتور العسلي بشهادته أمام لجنة العلاقات الدولية في مجلس النواب الأمريكي حول موضوع "الطريق المستقبلي لتحقيق السلام في الشرق الأوسط". كما أدلى بشهادته أمام مجلس الشيوخ حول قضية التعليم الفلسطيني، وبشأن الهجوم الإسرائيلي الأخير على غزة. وكان الدكتور عضواً في الوفد الأمريكي الرسمي إلى جنازة الرئيس ياسر عرفات، وعضواً في الوفد الأمريكي الرسمي لمراقبة الانتخابات الرئاسية الفلسطينية في يناير 2005. كما كان مندوباً لدى المعهد الديمقراطي الوطني لمراقبة الانتخابات التشريعية الفلسطينية في يناير 2006.
وفي أغسطس 2007، سافر العسلي مع وكيلة وزارة الخارجية كارين هيوز إلى فلسطين كعضو في وفد وزارة الخارجية الأمريكية الرسمي لمراقبة إطلاق برنامج مبادرة الاستثمار في الشرق الأوسط. وفي الثالث من ديسمبر من عام 2007، تم تعيينه رئيسًا مشاركاً لمبادرة شراكة القطاعين العام والخاص في الولايات المتحدة، وهي مبادرة أطلقتها وزيرة الخارجية كوندوليزا رايس لتعزيز الفرص الاقتصادية والتعليمية للشعب الفلسطيني. وفي مايو 2008 كان العسلي عضوًا في الوفد الرئاسي الأمريكي إلى مؤتمر الاستثمار الفلسطيني في بيت لحم. كما أنه عضو في مجموعة القيادة المشتركة بين الحزبين والأديان المعنية بالمشاركة الأمريكية الإسلامية.
وتمتد قيادة الدكتور العسلي إلى مبادرات أخرى ومنظمات غير حزبية، فهو عضو في كل من المجلس الاستشاري لون فويس، ومعهد التحرير لسياسة الشرق الأوسط، وبحث الأرضية المشتركة. كما أنه عضو سابق في مجلس إدارة مستقبل مختلف، ومبادرة الاستثمار في الشرق الأوسط. وكان الدكتور العسلي أيضًا مؤسسًا ورئيسًا للجمعيات الخيرية الأمريكية من أجل فلسطين. وفي أغسطس 2008، وقعت الوكالة الأمريكية للتنمية الدولية (USAID) مذكرة تفاهم مع ACP لبدء شراكة للمساعدة في تسخير سخاء الشعب الأمريكي للمساعدة في تلبية الاحتياجات الإنسانية الفلسطينية.